# ジーデップ・アドバンス
株式会社ジーデップ・アドバンスは、NVIDIA社のエリートパートナーであり、AI（ディープラーニング）とビジュアライゼーションのソリューションプロバイダーである。
GPUサーバー、AIワークステーション、メタバースシステムの開発、販売・ソリューション提供を主要事業としている。

## 概要
ディープラーニングやHPC、VRやCAD、BIMなどのプロビュジュアライゼーションをターゲットとしたINTEL社、NVIDIA社、AMD社、XILINX社の製品を活用したサーバー、ワークステーション、高速ストレージの開発販売及びソリューション提供を行っている。またクラウド事業として、日本初の2PFlopsを実現するNVIDIA社製アプライアンスサーバー「DGX-2」を用いた「GDEP DGXクラウド」をはじめ、最先端の演算リソースのサービス提供も行っている。

## 沿革
- 2016年1月 - GPUコンピューティング市場の急速な拡大に伴い、株式会社GDEPアドバンスを設立
- 2016年1月 - NVIDIA社のパートナー認定制度NPN (NVIDIA Partner Network)において、AIおよびHPC（HighPerformance Computing）の分野で国内で初めて「Elite(最上位)レベル」に認定
- 2016年4月 - ディープラーニング用スーパーコンピューター「NVIDIA DGX-1」の取り扱いを開始
- 2017年6月 -「NVIDIA DGXシリーズ ベストリセラーアワード FY17」を受賞
- 2018年3月 - NVIDIA社の「ATP (Advanced Technology Partner)」に国内で初めて認定
- 2018年3月 - ディープラーニング用スーパーコンピューター「NVIDIA DGX-2」の取り扱いを開始
- 2018年6月 -「NVIDIA DGXシリーズ ベストリセラーアワード FY18」を受賞
- 2019年5月 - NVIDIA社製DGX-2を利用したハイグレードクラウドサービスの提供開始を発表
- 2019年8月 - NVIDIA認定データサイエンスワークステーションを国産で初めて企画販売
- 2019年9月 - テクノスデータサイエンス・エンジニアリングとディープラーニングビジネスの成長促進を目的に提携
- 2020年3月 - XILINX社とALVEO Value Added Reseller (VAR) 契約を締結
- 2020年4月 - 会社名を株式会社ジーデップ・アドバンスへ変更
- 2021年1月 - インテル®テクノロジー・プロバイダー最高位の「Titanium」に認定
- 2023年6月 - 東京証券取引所スタンダード市場へ株式を上場

## 事業所
- 仙台本店 仙台市青葉区
- 東京本社 東京都港区